# إنداوزال (أزغار نيرس)
إنداوزال هي إحدى مشيخات المملكة المغربية، تتبع جغرافيا لإقليم تارودانت وإداريًا لأزغار نيرس. يقدر عدد سكانها بـ 5605 نسمة حسب الإحصاء الرسمي للسكان والسكنى لسنة 2004.